# فراسو سابینو
فراسو سابینو (به ایتالیایی: Frasso Sabino) یک کومونه در ایتالیا است که در استان ریتی واقع شده‌است.

## خصوصیات
فراسو سابینو ۴٫۴ کیلومترمربع مساحت و ۶۸۵ نفر جمعیت دارد و ۴۱۲ متر بالاتر از سطح دریا واقع شده‌است.